# Androfobia
Androfobia – stan anormalnego, irracjonalnego i długotrwałego lęku przed mężczyznami.
Zaburzenie może mieć źródło w traumatycznym wydarzeniu z przeszłości. Może powstać wskutek obserwacji rodzica cierpiącego na androfobię lub za sprawą kilku powiązanych ze sobą czynników.
Uporczywe lęki (fobie), takie jak androfobia, mogą wywoływać szereg dokuczliwych objawów, np. bezdech, duszności, trudność w myśleniu i wyraźnym wysławianiu się, zawroty głowy, suchość w ustach, poczucie, że się umiera, „wariuje”, czy też traci kontrolę nad sobą, złe samopoczucie, niezdolność do skoncentrowania się, nieumiejętność podejmowania zazwyczaj prostej decyzji, nudności, kołatanie serca, drżenie, obfite pocenie się, czy też silny atak lęku. Nie wszyscy cierpiący na androfobię obserwują u siebie wszystkie wyżej wymienione objawy, a niektóre osoby mogą mieć również inne reakcje.
Mimo że wiele dorosłych osób cierpiących na androfobię jest świadomych, że ich obawy są nieuzasadnione, nadal doświadczają lęku, nawet jeśli jedynie myślą o osobie, czy też sytuacji, której się obawiają. Jednak, fobie, takie jak androfobia są rozpoznanymi postaciami zaburzeń lękowych i mogą być korygowane za pomocą terapii poznawczo-behawioralnej, obejmującej ekspozycję oraz naukę technik redukcji lęku. Szczególnie w początkowej fazie leczenia mogą zostać zastosowane środki farmakologiczne, takie jak leki przeciwlękowe, czy antydepresyjne.